# Carlos Machado Bittencourt
Carlos Machado Bittencourt (Porto Alegre, 1840 — Rio de Janeiro, 1897) était un militaire et homme politique brésilien.
Par tradition familiale, il s’engagea dans la carrière militaire et, s’étant distingué dans la guerre de la Triple Alliance, gravit rapidement les échelons de la hiérarchie. En 1897, il fut nommé ministre de la Guerre par le président Prudente de Morais, et dut à ce titre gérer le conflit de Canudos, où l’armée brésilienne, engagée dans sa quatrième expédition contre la communauté rebelle, risquait une nouvelle défaite ; son intervention directe sur le théâtre d'opérations, tendant en particulier à améliorer les lignes d'approvisionnement, fut décisive pour la victoire de l’armée, mais sera entachée par de nombreuses atrocités commises dans la phase finale de la guerre par les troupes sous son commandement. Il périt lors d’un attentat dirigé contre le président Morais, en voulant s’interposer entre celui-ci et l’assassin.

## Carrière
Fils et petit-fils de militaires, il fut encouragé dès l’enfance à embrasser la carrière des armes. Il rejoignit l’armée brésilienne à l’âge de dix-sept ans, fut versé dans le 13e bataillon d’infanterie de sa ville natale et s’inscrivit au Collège militaire de Porto Alegre (CMPA), où il résolut de faire carrière dans la cavalerie.
Il prit part aux principales batailles de la guerre de la Triple Alliance sous le commandement de Manuel Luís Osório et de Joaquim de Andrade Neves. Il se distingua dans la bataille de Tuyutí, lors de laquelle il fut blessé. Il gravit rapidement les échelons de la hiérarchie, finissant la guerre avec le grade de capitaine, qui lui fut conféré en considération de ses actes de bravoure. En 1873, il se vit décerner la médaille générale du mérite militaire, et en 1875 le titre de chevalier de l’Ordre impérial de la Rose.
Élevé au grade de brigadier en 1890, il devint ensuite commandant d’armes dans son État d’origine, le Rio Grande do Sul. Cette même année, à la suite de la démission de Francisco da Silva Tavares au gouvernorat de cet État, il échut à Bittencourt d’assumer l’intérim et d’exercer pendant 10 jours la fonction de gouverneur suppléant. Promu maréchal en 1895, il fut nommé deux ans plus tard, en 1897, c'est-à-dire en des temps particulièrement perturbés de la vie du pays, ministre de la Guerre dans le gouvernement du président Prudente de Morais.

## Guerre de Canudos

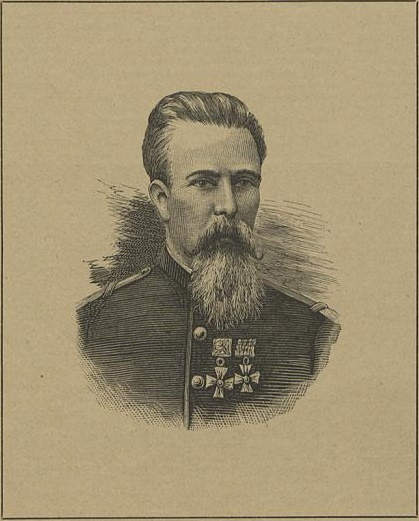
Maréchal Carlos Machado Bittencourt.

C’est sous son ministère qu’eut lieu la quatrième et dernière expédition de la guerre de Canudos. En raison des difficultés que rencontrait cette expédition dans sa lutte contre les partisans d’Antônio Conselheiro, et de la nouvelle défaite qui se profilait pour l’armée républicaine, le président de la république décida de conférer les pleins pouvoirs au ministre de la Guerre pour résoudre le conflit. Le maréchal Bittencourt décida alors de se rendre en personne sur le théâtre d’opérations, s’embarquant pour l’État de la Bahia en août 1897 et prenant ses quartiers à Monte Santo, centre névralgique de la campagne, où il eut tôt fait de percevoir où gisait le principal point de vulnérabilité de l’expédition, qui compromettait tous ses assauts : une structure d’approvisionnement inadéquate. Pour parer à cette grave déficience, il prit un ensemble de mesures efficaces : il destitua les fournisseurs, s’appliqua à acquérir directement les produits nécessaires, en négocia lui-même les prix, mit en place des relais d’approvisionnement, et s’attacha à organiser à Salvador un service intelligent et méthodique de convois de ravitaillement, apportant ainsi un relatif confort aux troupes engagées sur le terrain et les tirant des affres des pénuries, de la faim et de la démoralisation. Il est un fait que moins de deux mois après son arrivée à Monte Santo, l’armée vint à bout de la rébellion canudense.

### Crimes de guerre et leurs répercussions
Pendant la guerre de Canudos, le ministre Bittencourt se rendit responsable de la mort intentionnelle de centaines de prisonniers de guerre, parmi lesquels des hommes, des femmes et des enfants, y compris de combattants qui s’étaient rendus en brandissant un drapeau blanc et avaient reçu, au nom de la République, la promesse de protection et de vie sauve. Le maréchal — qui se trouvait dans le quartier-général à Monte Santo, à quelques dizaines de km du lieu des combats —, avisant qu’on retirait du front et conduisait vers l’arrière des Canudenses prisonniers, envoya dire au général Artur Oscar « qu’il devait bien savoir que lui, ministre, n’avait pas où garder des prisonniers ! », ainsi que le relata le député et écrivain César Zama, celui-ci soulignant par ailleurs que «  le général Artur Oscar comprit bien toute la portée de la réponse de son supérieur hiérarchique ». Tous les hommes faits prisonniers à partir de cet instant furent égorgés, selon la pratique dite cravate rouge (en port. gravata vermelha). « Il arrivait que (…) alors qu’ils dormaient, l’on s’était mis d’accord pour leur donner la mort. Après que l’appel eut été fait, l’on organisa ce bataillon de martyrs, les bras attachés, ligotés les uns aux autres, chaque paire ayant deux gardes, et ils suivaient… De ce service étaient chargés deux gradés et un soldat, sous les ordres du sous-lieutenant Maranhão, lesquels, experts dans l’art, sortaient déjà leurs sabres dûment affûtés, de manière que, dès qu’ils touchaient la carotide, le sang commençait à jaillir ».
Par la première convention de La Haye de 1899, l’assassinat de prisonniers de guerre fut internationalement reconnue comme crime de guerre. Mais dès deux ans auparavant, à la fin de la guerre de Canudos, en 1897, les actes de l’armée brésilienne, commis sous le commandement du maréchal Bittencourt, eurent une forte répercussion dans l’opinion brésilienne et furent vigoureusement condamnés. Beaucoup en effet se demandèrent comment une armée, qui prétendait se trouver à Canudos pour défendre la civilisation, pût tuer ses prisonniers au coutelas —hommes, femmes et enfants. Alvim Martins Horcades, médecin de l’armée et témoin oculaire, écrivit : « je le dis avec sincérité : à Canudos, presque tous les prisonniers furent égorgés. (…) Assassiner une femme (…) est le sommet de la misère ! Arracher la vie à de jeunes enfants (…) est la plus grande des barbaries et des crimes monstrueux que l’homme puisse pratiquer ! ».
Les étudiants de la faculté de droit de l’université fédérale de Bahia publièrent un manifeste denonçant le « cruel massacre qui, ainsi que toute la population de cette capitale le sait déjà, fut perpétré sur des prisonniers sans défense et garrottés, à Canudos et jusque dans la ville de Queimadas ; et (…) viennent déclarer devant leurs compatriotes qu’ils considèrent comme un crime l’égorgement des misérables conselheiristas faits prisonniers, et le réprouvent et le condamnent expressément comme une aberration monstrueuse. (…) Il est urgent que nous stigmatisions les iniques décapitations de Canudos »,.
Dans un texte écrit aussitôt après la guerre, Rui Barbosa s’érigea comme l’avocat des prisonniers morts «  parce que notre terre, notre gouvernement, notre conscience ont été compromis : notre terre serait indigne de la civilisation contemporaine, notre gouvernement indigne du pays, et ma conscience indigne de la présence de Dieu, si ces miens clients n’eussent pas d’avocat ».
En 1902, Euclides da Cunha fit paraître son chef-d’œuvre Os Sertões (trad. fr. sous le titre Hautes Terres). Dans une célèbre note préliminaire, il dit vouloir venger les actes des troupes commandées par le maréchal Bittencourt : « La campagne de Canudos évoque un reflux vers le passé. Elle fut, dans toute la force du mot, un crime. Dénonçons-le ».

## Attentat et mort

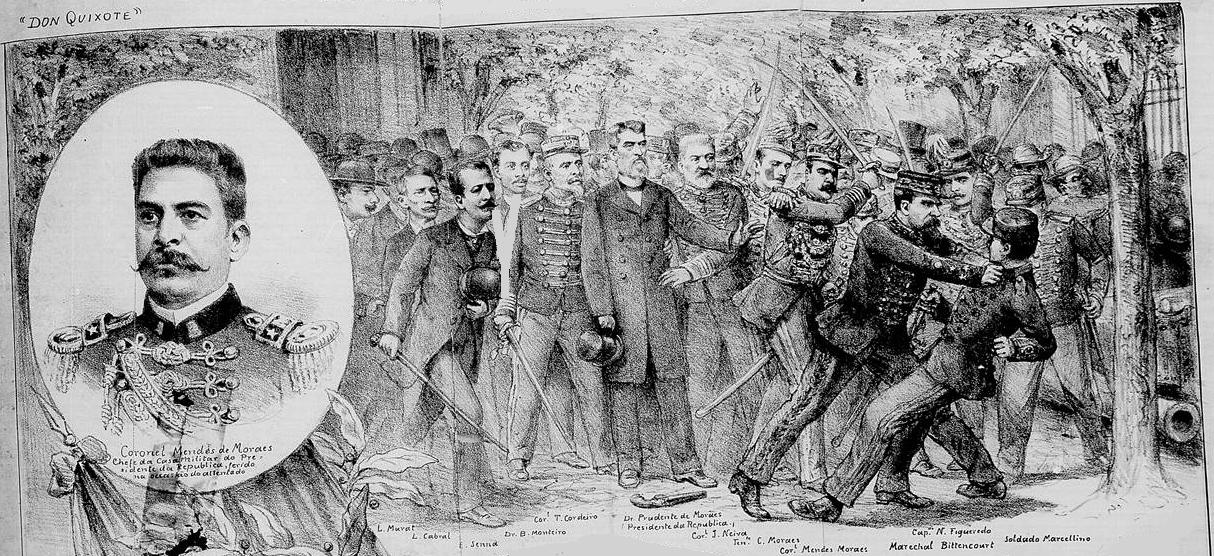
Le maréchal Bittencourt, s’interposant entre le président Prudente de Morais et l’assassin, l'anspessade Marcelino Bispo de Melo.

De retour à Rio de Janeiro, il participa le 5 novembre 1897, à l’arsenal de guerre de la capitale, en compagnie du président Prudente de Morais, à une cérémonie d’accueil des troupes rentrées victorieuses de Canudos, lorsqu’un anspeçada, Marcelino Bispo de Melo, sortit soudainement des rangs du 10e bataillon d’infanterie et attaqua le chef de l’État avec un pistolet à deux canons, dont le coup cependant ne partit pas. Le maréchal Bittencourt, s’interposant entre le président et l’assassin, lui arracha son arme, mais l’agresseur réagit en frappant le maréchal à plusieurs reprises avec un poignard. Grièvement atteint, Bittencourt succomba à ses blessures très peu de temps après.
Par décret du 5 avril 1940, Carlos Machado Bittencourt, « héros de guerre et martyr du devoir, qui sublima les vertus militaires de bravoure et de courage », fut consacré Patron du service d’intendance de l’armée brésilienne, « en hommage à son esprit d’organisation, qui contribua à la victoire de l’armée lors de la guerre de Canudos ».

## Source
- Aquiles Porto-Alegre, Homens Illustres do Rio Grande do Sul. Livraria Selbach, Porto Alegre, 1917.